# Stazione di Barbianello
La stazione di Barbianello è una fermata ferroviaria posta sulla linea Pavia–Stradella. Serve il centro abitato di Barbianello.

## Storia
La stazione fu attivata l'11 settembre 1882, all'apertura della linea Bressana Bottarone–Broni. Successivamente fu declassata a fermata.

## Strutture ed impianti
La fermata possiede un fabbricato viaggiatori a due piani, risalente all'epoca dell'apertura della linea, e conta un unico binario, servito da un marciapiede.
In passato era presente uno scalo merci.

## Movimento
La stazione è servita dai treni regionali in servizio sulla tratta Milano-Pavia-Stradella-Piacenza, espletati da Trenord nell'ambito del contratto di servizio stipulato con la Regione Lombardia.